# Arthur Clifton Goodwin
Arthur Clifton Goodwin (ur. 1864 w Portsmouth, Stany Zjednoczone, zm. 19 maja 1929 w Bostonie, Stany Zjednoczone) – amerykański malarz, impresjonistyczny, znany z widoków Bostonu. 

## Życiorys

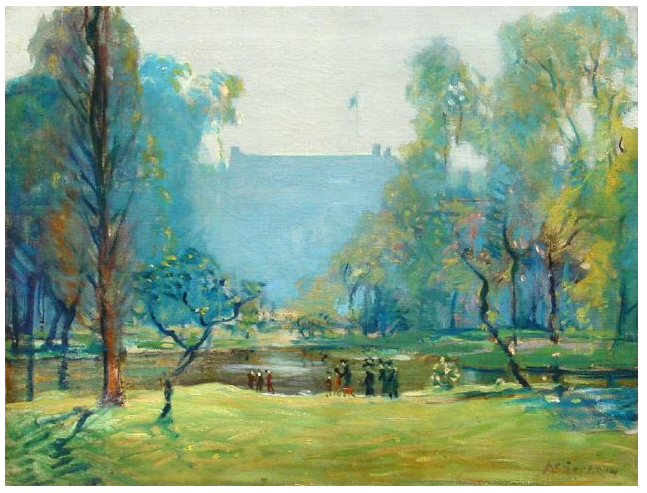
Błonia Bostonu w porze letniej, ok. 1905

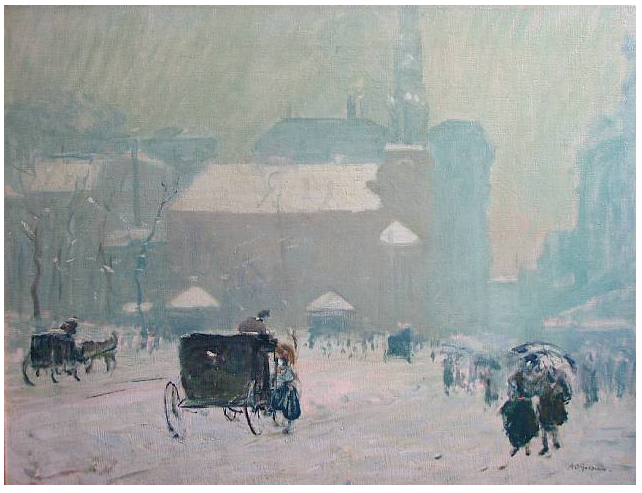
Tremont Street w Bostonie, 1911

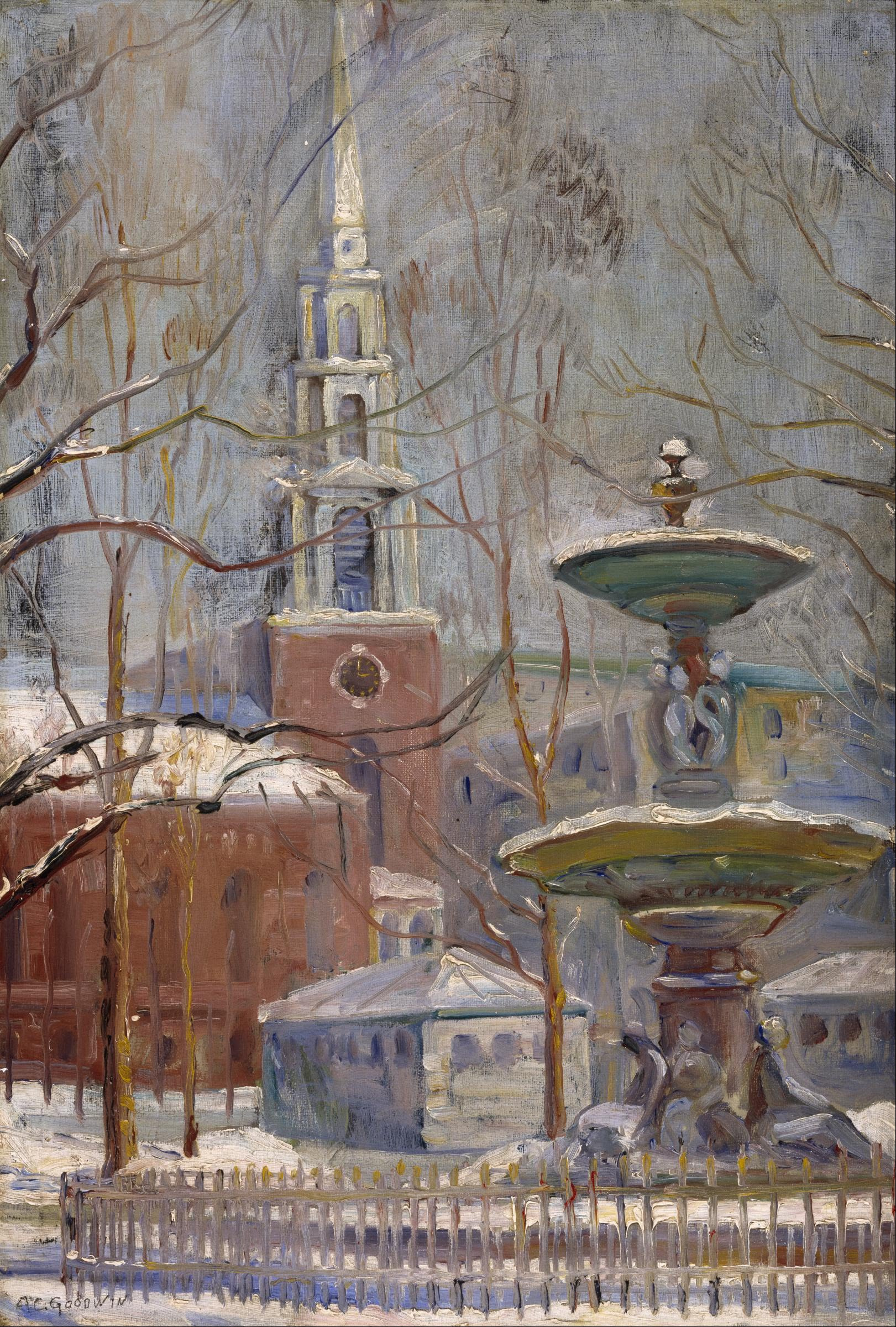
Park Street na błoniach Bostonu, 1908/1922, Museum of Fine Arts, Houston

Goodwin urodził się w rodzinie doszczelniacza okrętowego zatrudnionego w Portsmouth Naval Shipyard. Rodzina przeniosła się później do Newburyport w stanie Massachusetts. Po śmierci ojca Goodwin mieszkał z matką w Chelsea w okolicach Bostonu. Imał się różnych zajęć, coraz bardziej interesując się malarstwem. Po śmierci matki w 1899 roku Goodwin odkrył w sobie powołanie artystyczne. W tym samym roku na wystawie, która odbyła się w Bostonie obejrzał przypuszczalnie dzieła Claude'a Moneta. Być może wiedział też o scenach miejskich namalowanych przez pochodzącego z Bostonu Childe'a Hassama, członka ugrupowania impresjonistów amerykańskich, znanych jako Ten American Painters. Goodwin nie otrzymał formalnego wykształcenia artystycznego, a swoją technikę i styl ukształtował na podstawie prac innych artystów, które oglądał w ówczesnych pracowniach i galeriach.
Choć Goodwin był praktycznie samoukiem, zdołał zyskać uznanie Johna Singera Sargenta i Childe'a Hassama, który nazwał go „największym malarzem w Bostonie”. Znał również kolekcjonerkę sztuki i mecenasa artystów Isabellę Stewart Gardner. Ale jego głównym sponsorem stał się Louis Kronberg, w którego pracowni Goodwin po raz pierwszy zaczął malować. Przyjaźń z Kronbergiem zapewniła mu emocjonalne i finansowe wsparcie w całej jego karierze. W 1919 roku Kronberg przeniósł się do Nowego Jorku, a Goodwin postanowił podążyć w ślad za nim. W 1920 roku przyjechał do Nowego Jorku. W 1922 roku ożenił się i osiadł wraz z żoną w Chatham w stanie Nowy Jork, ale problemy związane z alkoholem doprowadziły do rozpadu jego małżeństwa i powrotu do Bostonu w 1929 roku. Prowadził tam życie zubożałego artysty nadużywając alkoholu. Louis Kronberg często mieszkał z nim, dbając o niego i pilnując, żeby nie pił za dużo. Choć Goodwin nigdy nie studiował w Paryżu, zamierzał pojechać do Francji i bezpośrednio zapoznać się z pracami francuskich impresjonistów, jednak po jednej z pijatyk został znaleziony martwy w swojej bostońskiej pracowni, z biletami do Paryża w kieszeni.
W 1974 roku bostońskie Museum of Fine Arts zorganizowało wielką, retrospektywną wystawę prac Goodwina, po której jego dzieła były poszukiwane i gromadzone przez czołowe instytucje i indywidualnych kolekcjonerów na całym świecie.

## Twórczość
Goodwin malował obrazy olejne i pastele. Określany jako „malarz Bostonu”, znany jest przede wszystkim ze swoich impresjonistycznych, spontanicznie malowanych widoków doków, portów, pejzaży i pejzaży miejskich z okolic Bostonu, Gloucester i Nowego Jorku. W 1920 roku w swojej pracowni na Manhattanie namalował Washington Square Park, mistrzowski, impresjonistyczny pejzaż miejski, przypominający jego wcześniejsze widoki parków Bostonu, często malowanych podczas deszczu lub śniegu, z kościołami, tłumami ludzi i dorożkami. Goodwin był przede wszystkim zapalonym pejzażystą, mocno utożsamianym z Górami Białymi i malarzami, których tam poznał. Artysta malował w plenerze, podobnie jak John Joseph Enneking przed nim, podróżując po okolicach North Conway i szkicując letnie widoki, w tym pejzaże z rzeką Saco jako motywem.

## Wystawy
- Copley Society, 1902;
- Pennsylvania Academy of Fine Arts, 1903, 1907-19, 1923-26;
- Doll & Richards Gallery, Boston, 1904;
- Boston Museum of Fine Arts, 1911, 1974 (pośmiertnie);
- Guild of Boston Artists, 1914;
- Boston Arts Club, 1904, 1908, 1916;
- Corcoran Gallery, 1910, 1914, 1916, 1923;
- Pan-Pacific Expo, 1915;
- Society of Independent Artists, 1917;
- Carnegie Institute;
- Art Institute of Chicago;
- National Academy of Design;
- Milch Gallery, lata 20.;
- Addison Gallery, 1946 (pośmiertnie);
- Vose Gallery, Boston, 1920, 1985 (pośmiertnie), 1988 (pośmiertnie)[4]

## Członkostwo
Goodwin był członkiem Boston Gallery of Art i Boston Society of Water Color Painters. 

## Zbiory
Prace Goodwina znajdują się między innymi w Museum of Fine Arts w Bostonie, St. Botolph Club w Bostonie, Addison Gallery of American Art w Andover, Colby College w Waterville, New Britain Museum of American Art w New Britain, Lowe Art Museum w Coral Gables, Georgia Museum of Art w Athens, Smith College Museum of Art w Northampton, Farnsworth Art Muzeum w Rockland, Parrish Art Museum w Water Mill (stan Nowy Jork) i Toledo Museum of Art w Toledo.